# Józef Wieczorek (polityk)

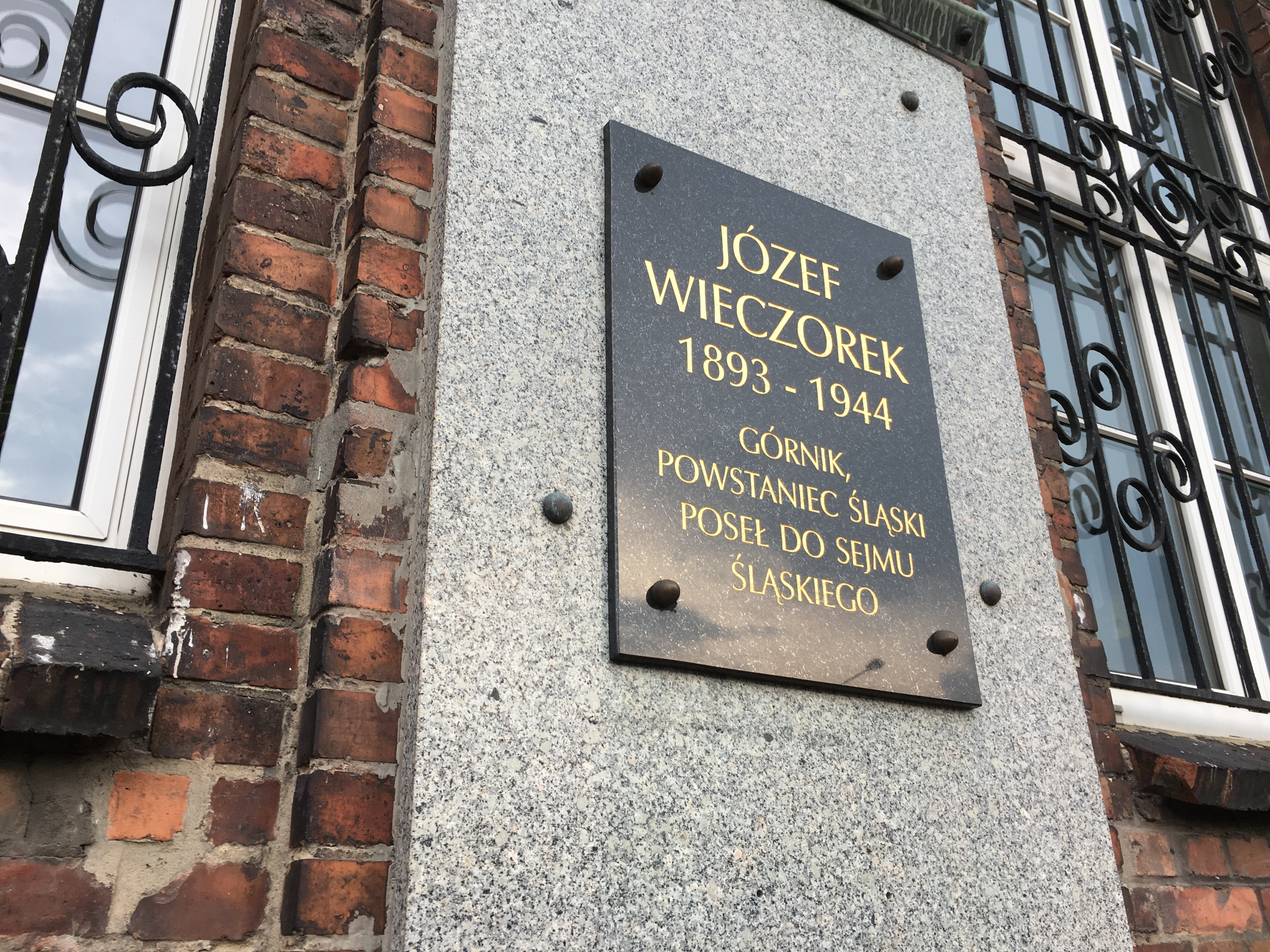
Tablica upamiętniająca J. Wieczorka na Nikiszowcu

Józef Wieczorek, pseud. Ryszard (ur. 10 września 1893 w Zawierciu, zm. 7 lipca 1944 w KL Auschwitz) – działacz komunistyczny, powstaniec śląski, poseł na Sejm Śląski II kadencji, współzałożyciel Polskiej Partii Robotniczej.

## Życiorys

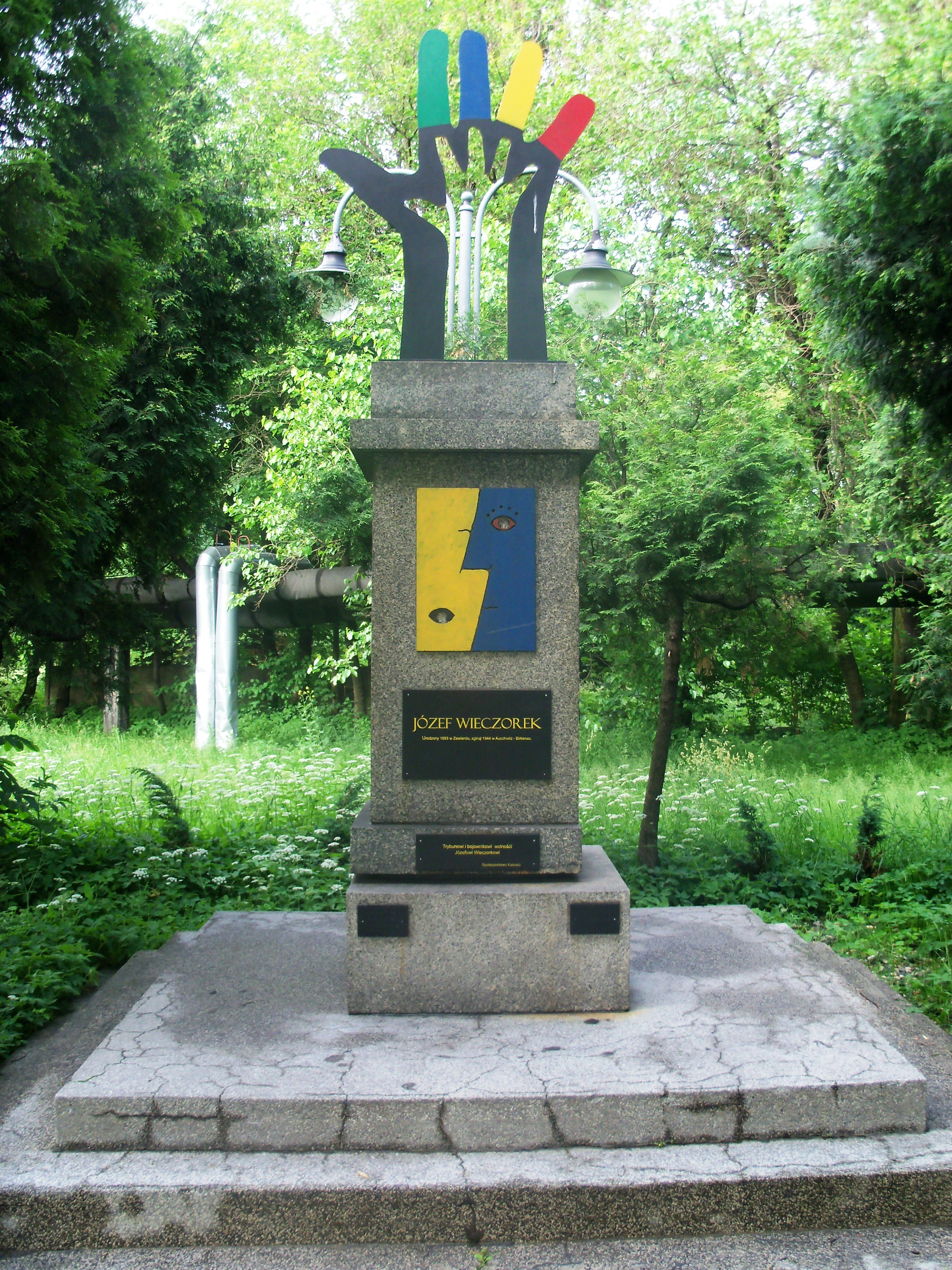
Pomnik Józefa Wieczorka w Katowicach-Nikiszowcu w 2011 roku

Józef Wieczorek urodził się w rodzinie robotniczej związanej z Lipinami Śląskimi (obecnie Świętochłowice- Lipiny), jako syn Marcina i Franciszki z Knapików. Dzieciństwo spędził w Lipinach. Mając 14 lat podjął pracę jako górnik w kopalni „Giesche” – dzisiejszej kopalni „Wieczorek” i zamieszkał w Giszowcu na ul. Schwendestrasse 6 (obecnie ul. Barbórki). Był organizatorem rewolucyjnego ruchu robotniczego oraz członkiem „Spartakusa” w 1918 roku; w tym czasie wstąpił również do KPD.
Kierował robotniczymi strajkami na Górnym Śląsku. Został jednym z czołowych działaczy komunistycznych na Górnym Śląsku. Uczestniczył w III powstaniu śląskim. Był jednym z twórców i przywódców Komunistycznej Partii Górnego Śląska, pod jego przewodnictwem w październiku 1923 powstał Centralny Komitet Akcji Górnego Śląska (tzw. Komitet 21) składający się z przedstawicieli rad zakładowych.
11 maja 1930 w okręgu katowickim został wybrany posłem do Sejmu Śląskiego II kadencji. Po rozwiązaniu Sejmu, w listopadzie 1930 został aresztowany przez policję i wyrokiem sądu skazany na dwa lata pozbawienia wolności. W wyniku ucieczki znalazł się w Niemczech, a później ZSRR.
W 1934 wrócił do Polski, został aresztowany i osadzony w więzieniu, z którego zwolniono go w maju 1939.
Jesienią 1939 ponownie znalazł się w ZSRR. W 1941 został skierowany do szkoły partyjnej przy Komitecie Wykonawczym Kominternu w Puszkinie koło Moskwy i został członkiem Grupy Inicjatywnej PPR. W nocy na 20 maja 1942 przerzucono go do kraju, gdzie znalazł się w KC PPR. Współorganizował Śląski Obwód PPR.
W lipcu 1943 został aresztowany w Trzebini przez Niemców podczas próby przekroczenia granicy między GG a III Rzeszą. Rok później zginął w niemieckim obozie koncentracyjnym KL Auschwitz. 3 stycznia 1947 pośmiertnie został odznaczony Orderem Krzyża Grunwaldu II klasy.

## Upamiętnienie
Na katowickim osiedlu Nikiszowiec znajduje się tablica upamiętniająca J. Wieczorka.
Od 1 października 1946 jego nazwiskiem jest nazwana kopalnia „Wieczorek”.
W 1947 odsłonięto Pomnik Józefa Wieczorka w Katowicach, który zmodernizowano w 2010 roku.
4 października 1973 roku Minister Obrony Narodowej nadał 15 pułkowi czołgów średnich w Gliwicach imię Józefa Wieczorka.
19 lutego 2018 w ramach dekomunizacji ulica Józefa Wieczorka w Gliwicach została zmieniona na ulicę o. J. Siemińskiego.